# Борсук, Леонора Владимировна
Леоно́ра Влади́мировна Борсу́к (урождённая Поднесенская; род. 1949) — советская и белорусская нефтяница, депутат Верховного Совета СССР.

## Биография
Родилась в мае 1949 года в городе Речица, в семье из трёх детей. По национальности белоруска. Отец — Владимир Брониславович Поднесенский, всю жизнь проработал водителем деревообрабатывающего объединения «Речицадрев». Мать, Маргарита Ивановна Поднесенская, была домохозяйкой.
Окончила школу № 7 в Речице. В школьные годы занималась в балетной студии и танцевальном кружке, пела в хоре. Хотела стать медиком, но впоследствии изменила своё решение, посчитав интересной для себя профессию нефтяника.
В 1966 году поступила в недавно открывшееся ПТУ № 86 на специальность оператора технологических установок. В 1968 году, после окончания училища, устроилась на работу оператором 3-го разряда термохимической установки НГДУ «Речицанефть» на промысле № 1. С 1970 года работала в цехе подготовки нефти, в 1973 году стала старшим оператором обезвоживания и обессоливания установки подготовки нефти 5-го (самого высокого) разряда. В этой должности часто заменяла начальников смены, когда те уходили в отпуска. Кроме того, более 15 лет возглавляла профсоюзный комитет своего цеха.
В молодости была членом ВЛКСМ. Избиралась депутатом Совета Союза Верховного Совета СССР 9 созыва (1974—1979) от Речицкого избирательного округа № 586 Гомельской области, состояла членом Комиссии по делам молодёжи Совета Союза. В статусе депутата посетила с визитом Чехословакию и Норвегию. Также избиралась депутатом Гомельского областного совета нескольких созывов.
В 2000 году Леонора Владимировна ушла на заслуженный отдых. К этому моменту её общий трудовой стаж составлял 37 лет, 6 месяцев и 12 дней, а в трудовой книжке было лишь две записи — о приёме на работу в «Речицанефть» и о выходе на пенсию.
В настоящее время по-прежнему проживает в Речице. Занимается огородничеством, увлекается чтением детективных романов.

## Семья
В 1968 году на танцах в городском доме культуры Леонора Владимировна познакомилась со своим будущим супругом — Василием Михайловичем Борсуком, в том же году вышла за него замуж. Василий Михайлович — уроженец деревни Свиридовичи, работал, как и отец Леоноры Владимировны, водителем на ОАО «Речицадрев». В их семье двое детей (сын и дочь), трое внуков и одна правнучка.

## Награды
- медаль «Ветеран труда» (16 февраля 1989 года)[1]